# Aartsbisdom Perugia-Città della Pieve
Het aartsbisdom Perugia-Città della Pieve  (Latijn: Archidiocesis Perusina-Civitatis Plebis, Italiaans: Arcidiocesi di Perugia-Città della Pieve) is een metropolitaan aartsbisdom van de Rooms-Katholieke Kerk in Italië. De zetel van het bisdom is in de stad Perugia. De suffragane bisdommen zijn:
- Assisi-Nocera Umbra-Gualdo Tadino
- Città di Castello
- Foligno
- Gubbio

Het aartsbisdom werd als bisdom opgericht in de tweede eeuw. In 1882 verhief paus Leo XIII, die als Gioacchino Pecci bijna dertig jaar bisschop van Perugia was geweest, het bisdom tot aartsbisdom. In 1972 maakte paus Paulus VI er een metropolitaan aartsbisdom van. Het aartsbisdom kent 154 parochies die bediend worden door 141 priesters. Het aartsbisdom kent ruim 230.000 katholieken, wat neer komt op een percentage van ongeveer 98% van de bevolking.
Vanaf 2009 is kardinaal Gualtiero Bassetti aartsbisschop van Perugia.

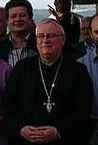
aartsbisschop Gualtiero kardinaal Bassetti
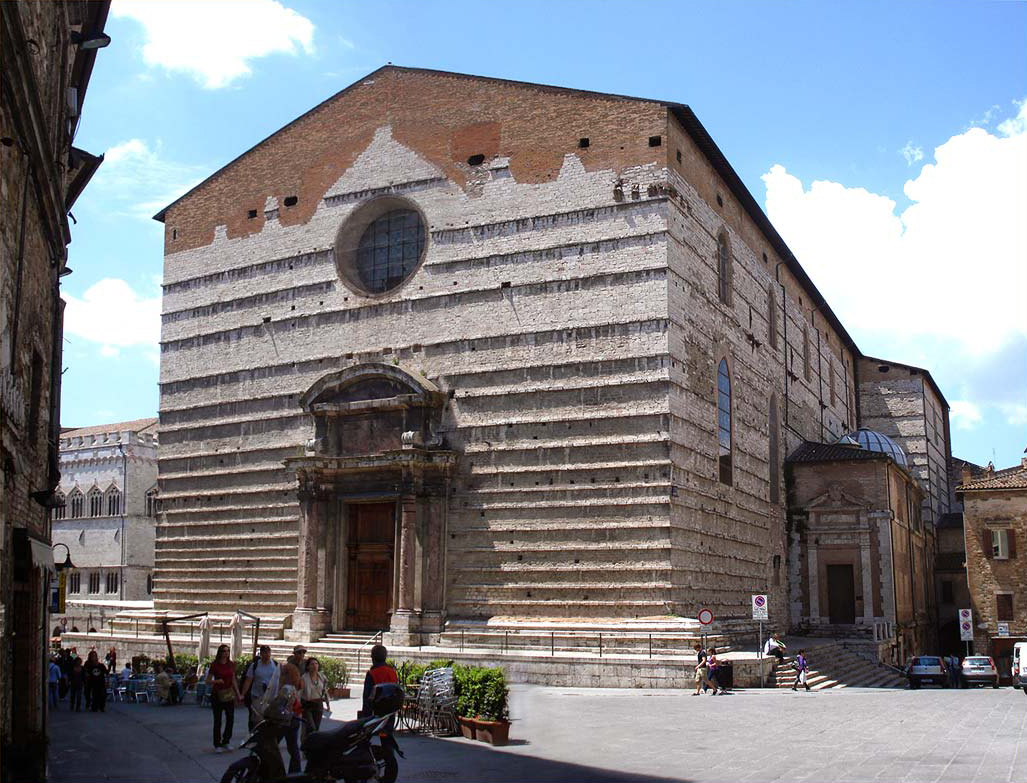
De kathedraal van Perugia, zetel van het aartsbisdom, aan het Piazza IV Novembre
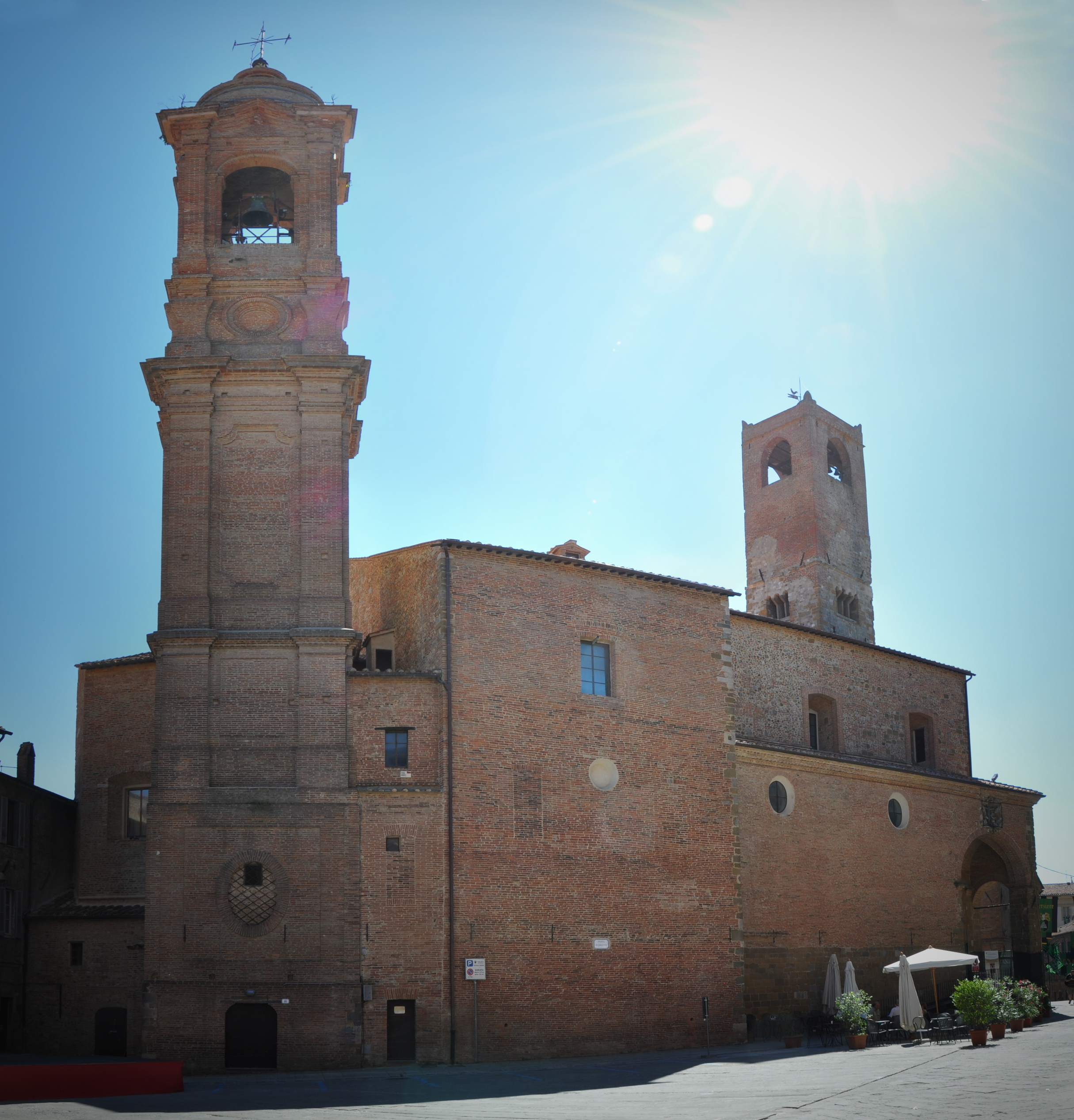
Cokathedraal van Città della Pieve